# Ivry-le-Temple
Ivry-le-Temple je francouzská obec v departementu Oise v regionu Hauts-de-France. V roce 2014 zde žilo 693 obyvatel.

## Poloha obce
Sousední obce jsou: Fresne-Léguillon, Hénonville, Monneville, Monts, Neuville-Bosc, Saint-Crépin-Ibouvillers, Senots a Villeneuve-les-Sablons.

## Vývoj počtu obyvatel
Počet obyvatel